# Henry Kulka

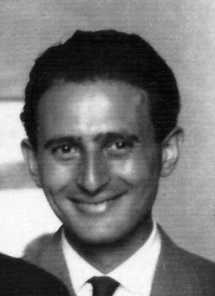
Henry Kulka

Henry (Jindřich, Heinrich) Kulka (geboren 29. März 1900 in Litovel, Österreich-Ungarn; gestorben 7. Mai 1971 in Auckland, Neuseeland) war ein aus Mähren stammender Pionier moderner Architektur, der gemeinsam mit Adolf Loos entwickelte Formen moderner Architektur und Raumplanung nach seiner Emigration aus Europa in Neuseeland einführte.

## Leben und Werk in Europa
Henry Kulka wurde in einer jüdischen Familie in der Stadt Litovel bei Olmütz (Olomouc) geboren. Sein Vater Moritz besaß und leitete in der Stadt ein Geschäft für Vorhänge und Raumdekoration. Kulka war das jüngste von drei Kindern und hatte zwei ältere Schwestern. Der talentierte junge Henry wurde nach Wien geschickt, um seine Sekundarschulausbildung abzuschließen. Danach begann er ein Studium der Architektur an der Technischen Universität Wien, das er jedoch ohne Abschluss beendete, da er als Mitarbeiter Adolf Loos’ schon bald praktische Erfahrungen im Bereich Architektur sammeln konnte und Bauaufträge leitete. 1919 wurde er Loos’ Assistent; 1927 führte er dessen Architekturbüro als gleichberechtigter Partner. 1927 heiratete er Hilda Beran; sie hatten zwei Kinder, Richard und Maru (Elizabeth). Die junge Kulka-Familie war am kulturellen und intellektuellen Leben der aufstrebenden Wiener Moderne engagiert beteiligt. Nach dem Tod von Loos im Jahr 1933 setzte Kulka dessen Arbeit bis zum Anschluss Österreichs 1938 fort.
Kulka war einer der Pioniere moderner Architektur in Europa. Schon zu Beginn der Partnerschaft mit Loos war er weit mehr als dessen Gehilfe. Gemeinsam mit Loos entwarf er die Grundlagen der modernen Wiener Architektur, die sich unter Verzicht auf exzessive Ornamentik auf Funktionalität, klare Linienführung und das wohlproportionierte Arrangement einfacher platonischer Körper verlässt. Mit Loos zusammen setzte sich Kulka für die Verwendung erlesener natürlicher Baumaterialien wie Naturstein und Hartholz ein und förderte die ästhetische und handwerkliche Bildung der Bauausführenden. Kulka formulierte das durch das Loos’sche Architekturbüro auch international bekannt gewordene Konzept der ‚Raumplanung‘ so:
„Die Räume der Häuser befinden sich auf verschiedenen Ebenen, die in harmonischen Proportionen miteinander verbunden sind. Raum fließt in Raum, sie bilden aber eine kompakte Einheit. Die Ebenen sind nicht an spezielle Stockwerke (Erdgeschoss, erstes Stockwerk usw.) gebunden und nicht das Ergebnis der einfachen Aufteilung eines hohen Raums in Mezzanin-Teile. Die Etagen sind ineinander greifende Räume mit offenen Ausblicken, deren Ebenen durch Stufen verbunden sind.“
Das weltweit erste kubische ‚Würfelhaus‘, die Villa Rufer in Wien, wurde von Loos und Kulka gemeinsam entworfen und gebaut. Die Jahre 1923–1927 verbrachte Kulka zwischen Stuttgart, Wien und Paris. Kulka arbeitete mit Ernst Otto Oßwald an dem prämierten Entwurf des 1927 erbauten Stuttgarter Tagblatt Bürohauses. 1927 leitete Kulka selbstständig das Büro von Loos in Paris und arbeitete an den Entwürfen des Prager Villa Müller Raumplans und des Wiener Werkbund Hauses mit. Ein Raumplan-Projekt, das große theoretische Aufmerksamkeit auf sich zog, aber nicht realisiert werden konnte, war eine Raumplan-Villa für Josephine Baker. 1928 kehrten Kulka und Loos nach Wien zurück und führten ein gemeinsames Atelier als Kooperationspartner; Kulkas Frau Hilda war die Managerin.
Durch die Verschlechterung seiner Gesundheit musste der extrovertierte und in konservativen Kulturkreisen kontroverse Loos, der 1933 starb, in den letzten Jahren seines Lebens seine kreative und administrative Arbeit erheblich einschränken und der konziliantere, aber ausgesprochen produktive Kulka arbeitete unermüdlich an der Verbreitung der gemeinsamen Ideen und der Fortsetzung und Weiterentwicklung der Projekte und Ideen. Dem Wiener Büro wurde nach Loos’ Tod ein weiteres Büro in Hradec Králové (Königgrätz) angegliedert, um Aufträge in ganz Böhmen und Mähren zu bedienen. Kulka leitete u. a. die Arbeiten für das Raumplan-Apartment Oskar Semler 1933 in Pilsen, die Villa Kantor 1934 in Jablonec nad Nisou (Gablonz), ein weiteres Gebäude für Dr. Samuel Teichner in Železná Ruda (Markt Eisenstein) und die Raumplan-Villa Holzner Hronov, in der Nähe von Nachod.

## Vertreibung aus Europa, neuseeländische Jahre
Als die Nazis 1938 Österreich besetzten, flohen Kulka und seine Familie zunächst in die Tschechoslowakei, wo die Familie seiner Frau lebte. Als die Nazis Anfang 1939 in die Tschechoslowakei einfielen, gelang es ihm, nach England zu reisen. Dank der Empfehlungsschreiben des tschechoslowakischen Außenministers Jan Masaryk und des Komponisten Arnold Schönberg erhielt die Familie Kulka ein Visum, um weiter nach Neuseeland auszuwandern.
Kulka ließ sich in Auckland nieder, wo er eine Anstellung bei der Fletcher Construction Company, einer der größten Baufirmen des Landes, fand. Es gelang ihm schon bald, seine Englischkenntnisse und seine landeskundlichen Einsichten so zu entwickeln, dass er zu einem gesuchten modernen neuseeländischen Architekten und Raumplaner wurde; bis zu seinem Tod konnte er an die 100 Gebäude in Neuseeland gestalten. Kulka setzte seine moderne europäische Architektur-Ästhetik nicht einfach unverändert fort, sondern es gelang ihm, seine Raumplanung unter neuseeländischen klimatischen und sozio-kulturellen Bedingungen weiterzuentwickeln. So wurde er bald zu einem Experten der Holzbauweise in Neuseeland; auch die von ihm entworfene Innenarchitektur zeichnet sich oft durch die Verwendung edler einheimischer Holzsorten, z. B. für Wandvertäfelungen, aus. Bis zu seiner Pensionierung 1960 war Kulka Chefarchitekt bei Fletcher und entwarf Gewerbebauten sowie Privathäuser. Von 1960 bis zu seinem Tod 1971 entwarf und realisierte er zahlreiche weitere Privatgebäude.
Zu den gewerblichen Gebäuden, die Kulka in Neuseeland baute, gehören u. a. das Hauptquartier der Fletcher Building Company in Auckland (1941), die Fabrik der Dominion Industries in Dunedin (1944), der Fabrik- und Bürokomplex von Fisher & Paykel, Auckland (1955) und das Hauptgebäude der Innes & Co Getränkefabrik, Hamilton (1955) sowie die Robinson Druckerei (1959) in Auckland. Die 1947 in Apia, Samoa errichtete Methodistische Kirche wurde ebenfalls von Kulka entworfen. Zu Kulkas bekannten Privathäusern zählen das Wohnhaus Briess, St. Heliers, Auckland (1947), das Speight Road Apartment Gebäude, Auckland (1960), das Haus Fischmann, Remuera, Auckland (1964), das Haus Marti und Gerrard Friedländer, Herne Bay, Auckland (1967) sowie das Haus Marleyn, North Shore, Auckland (1969).
Auch in seiner neuseeländischen Zeit waren Übersichtlichkeit und Funktionalität Hauptmerkmale der Architektur von Henry Kulka. Damit verbunden vertrat Kulka einen dezidiert humanistischen Ansatz in seiner ästhetischen Philosophie. Modernes Bauen war für Kulka weit mehr als das Erstellen von praktischen Wohn- und Arbeitsräumen; er setzte sich in allen seinen Bauprojekten dafür ein, durch klug gestaltete Räume Orte der menschlichen Begegnung und Harmonie zu schaffen. Das Wohlbefinden der Bewohner und Benutzer sollte mit Hilfe von Raumgefühl, Lichtführung, Sichtachsen, Einbindung in die natürliche oder urbane Umgebung und die Verwendung gediegener, landestypischer Baumaterialien optimal gefördert werden.

## Ausstellung
Adolph Stiller kuratierte im Jahre 2025 eine Ausstellung im Wiener Ringturm, die dem Architekten gewidmet ist und sich speziell auf die Bauten in der damaligen Tschechoslowakei konzentrierte. Gezeigt werden bislang wenig bekannte Projekte wie das Haus Kantor in Gablonz und der Wohnung Semler in Pilsen, auch der Loos/Kulka-Bau für die Werkbundsiedlung Wien. Zur Ausstellung erschien ein Katalog, der Eintritt war frei.

## Veröffentlichungen (Auswahl)
- Das Kawafag-Weekendhaus. Type Hygiene-Dresden 1930–31. Das Kawafag-Eigenheim, Nr. 3 (1931)
- mit Adolf Loos: Das Werk des Architekten. Anton Schroll Verlag, Wien 1931
- mit Adolf Loos: Österreichische Kunst 1 (1931)
- Byt a Umeni. O nezbytnych a zbytecnych vecech v modernim byte, 4 (1931)
- Portal, Wien 1, Rotenturmstrasse mit A. Loos. Profil, 2:4 (1934)
- Dom jednorodzinny Wien-Lainz. Dom Osiedle Mieszkanie, 7, (1936)
- A Small House in Vienna. The Architect and Building News, 145, 25. März 1936.
- Ein Arzthaus in Gablonz. Forum (Bratislava) 7 (1937)
- Adolf Loos: 1870–1933. In: Trevor Dannatt (Hrsg.): Architects’ Year Book 9, Elek, London 1957.
- Bekenntnis zu Adolf Loos. In: Alte und Moderne Kunst. Jahrgang 15, Heft 113, Wien 1970, S. 24–28 (hauspublikationen.mak.at).